# 4359 Berlage
4359 Berlage (1935 TG) là một tiểu hành tinh vành đai chính được phát hiện ngày 28 tháng 9 năm 1935 bởi Hendrik van Gent ở Johannesburg.